# مرتب‌سازی حبابی
مرتب‌سازی حبابی (به انگلیسی: Bubble sort) یک الگوریتم مرتب‌سازی ساده‌است که فهرست را پشت سرهم پیمایش می‌کند تا هر بار عناصر کنارهم را با هم سنجیده و اگر در جای نادرست بودند جابه‌جایشان کند. در این الگوریتم این کار باید تا زمانی که هیچ جابه‌جایی در فهرست رخ ندهد، ادامه یابد و در آن زمان فهرست مرتب شده‌است. این مرتب‌سازی از آن رو حبابی نامیده می‌شود که هر عنصر با عنصر کناری خود سنجیده‌شده و درصورتی که از آن کوچک‌تر باشد جای خود را به آن می‌دهد و این کار همچنان پیش می‌رود تا کوچک‌ترین عنصر به پایین فهرست برسد و دیگران نیز به ترتیب در جای خود قرار گیرند (یا به رتبه‌ای بالاتر روند یا به پایین‌تر فهرست رانده شوند) این عمل همانند پویش حباب به بالای مایع است.
این مرتب‌سازی از آن رو که برای کار با عناصر آن‌ها را با یکدیگر می‌سنجد، یک مرتب‌سازی سنجشی است.
با فرض داشتن {\displaystyle n} عضو در فهرست، در بدترین حالت {\displaystyle n(n-1)/2} عمل لازم خواهد بود.

## عملکرد
بدترین زمان اجرا و پیچیدگی متوسط مرتب‌سازی حبابی هر دو {\displaystyle O(n^{2})}می‌باشند که در آن n تعداد عناصری است که باید مرتب شوند. 
الگوریتم‌های مرتب‌سازی بسیاری وجود دارند که بدترین زمان اجرای آن‌ها از این بهتر است یا پیچیدگی متوسط آن‌ها {\displaystyle O(n\log n)} است. حتی بقیه الگوریتم‌های مرتب‌سازی از {\displaystyle O(n^{2})} مثل مرتب‌سازی درجی، عملکرد بهتری نسبت به مرتب‌سازی حبابی از خود نشان می‌دهند.

## خرگوش‌ها و لاک‌پشت‌ها
در مرتب‌سازی حبابی موقعیت عناصر درون فهرست نقش بسزایی در تعیین عملکرد آن دارد. از آنجایی که عناصر بزرگ در ابتدای فهرست به سرعت جابجا (swap) می‌شوند، مشکل چندانی در سرعت عملکرد الگوریتم ایجاد نمی‌کنند. اگرچه عناصر کوچک نزدیک به آخر فهرست (که باید به سمت ابتدای فهرست بیایند) بسیار کند حرکت می‌کنند. این تفاوت در سرعت به حدی است که به عناصر بزرگ، خرگوش‌ها، و به عناصر کوچک، لاک‌پشت‌ها می‌گویند.

تلاش بسیاری انجام شده که سرعت حرکت لاک‌پشت‌ها در مرتب‌سازی حبابی افزایش یابد. از جمله می‌توان از [Cocktail Sort] نام برد که در این زمینه بسیار خوب عمل می‌کند ولی بدترین زمان اجرای آن هنوز {\displaystyle O(n^{2})} است. [مرتب‌سازی شانه‌ای] عناصر بزرگ با فاصله‌های زیاد را مقایسه می‌کند و لاک‌پشت‌ها را با سرعت فوق‌العاده‌ای حرکت می‌دهد سپس با کم‌تر و کم‌تر کردن این فاصله‌ها فهرست را به سرعت مرتب می‌کند، به‌طوری‌که سرعت متوسط آن قابل مقایسه با الگوریتم‌های پر سرعتی مثل مرتب‌سازی سریع می‌باشد.

## مثال قدم به قدم
اجازه بدهید یک آرایه از عددهای “۵, ۱, ۴, ۲, ۸” اختیار کنیم و آن را به ترتیب صعودی با استفاده از مرتب‌سازی حبابی مرتب کنیم. در هر مرحله عناصری که در حال مقایسه شدن با یکدیگر هستند پر رنگ تر نشان داده شده‌اند:
گذر اول:
(۱, ۵, ۴, ۲, ۸) <= (۵, ۱, ۴, ۲, ۸)
در اینجا الگوریتم دو عنصر اول را مقایسه، و جابجا می‌کند.
(۱, ۴, ۵, ۲, ۸) <= (۱, ۵, ۴, ۲, ۸)
(۱, ۴, ۲, ۵, ۸) <= (۱, ۴, ۵, ۲, ۸)
(۱, ۲, ۴, ۵, ۸) <= (۱, ۴, ۲, ۵, ۸)
حالا آرایه مرتب شده‌است، ولی الگوریتم هنوز نمی‌داند که این کار کامل انجام شده‌است یا نه، که برای فهمیدن احتیاج به یک گذر کامل بدون هیچ جابجایی (swap) داریم:
گذردوم
(۱, ۲, ۴, ۵, ۸) <= (۱, ۲, ۴, ۵, ۸)
(۱, ۲, ۴, ۵, ۸) <= (۱, ۲, ۴, ۵, ۸)
(۱, ۲, ۴, ۵, ۸) <= (۱, ۲, ۴, ۵, ۸)
(۱, ۲, ۴, ۵, ۸) <= (۱, ۲, ۴, ۵, ۸)
در نهایت آرایه مرتب شده‌است و الگوریتم می‌تواند پایان پذیرد.

## پیاده‌سازی شبه کد
بیان سادهٔ شبه کد مرتب‌سازی حبابی:
```
procedure bubbleSort(A: list of sortable items) defined as:
do
swapped:= false
for each i in 0 to length(A) - 2 inclusive do:
if A[ i ] > A[ i + 1 ] then
swap(A[ i ], A[ i + 1 ])
swapped:= true
end if
end for
while swapped
end procedure

```

## پیاده‌سازی مرتب‌سازی حبابی در ++C
سورس مرتب‌سازی حبابی به زبان ++C به شرح زیر است:
```
#include
 
<iostream>

int
 
main
()

{

    
int
 
len
=
10
;

    
int
 
a
[
len
],
i
,
j
,
temp
;

    

    
for
(
i
=
0
;
i
<
len
;
i
++
)

    
{

        
std
::
cin
>>
a
[
i
];
    
// دریافت اعضای آرایه (لیست مورد نظر) برای مرتب‌سازی

    
}

    

    
for
(
i
=
len
-2
;
i
>=
0
;
i
--
)

    
{

        
for
(
j
=
0
;
j
<=
i
;
j
++
)

        
{

            
if
(
a
[
j
]
>
a
[
j
+
1
])
   
//مقایسهٔ تک به تک هر عضو آرایه با عضو کناری

            
{

                
temp
=
a
[
j
];
  
//و جابه‌جایی اعضا یا یکدیگر در صورت برقراری شرط

                
a
[
j
]
=
a
[
j
+
1
];

                
a
[
j
+
1
]
=
temp
;

            
}

        
}

    
}

    

    
for
(
i
=
0
;
i
<
len
;
i
++
)

    
{

        
std
::
cout
<<
a
[
i
];
   
//چاپ اعضا

    
}

    
return
 
0
;

}

```

### مثالی از مرتب‌سازی
این سورس یک عدد گرفته و به تعداد همان عدد از ورودی دریافت می‌کند و آن‌ها را با روش Bubble sort مرتب می‌کند.
```
#
 
include
<cstdio>

#include
<cstdlib>

//--------------------------------------------------------------------------

void
 
read_list
(
int
 
a
[],
int
 
n
){

 
int
 
i
;

 
for
(
i
=
0
;
i
<
n
;
i
++
){

  
printf
(
"
\n\n\t
 ENTER THE ELEMENT [%d] :: "
,
i
);

  
scanf
(
"%d"
,
&
a
[
i
]);

 
}

}

//--------------------------------------------------------------------------

void
 
print_list
(
int
 
a
[],
int
 
n
){

 
int
 
i
;

 
for
(
i
=
0
;
i
<
n
;
i
++
)

   
printf
(
"
\t
%d"
,
a
[
i
]);

}

//--------------------------------------------------------------------------

void
 
bubble_sort
(
int
 
a
[],
int
 
n
){

 
int
 
i
,
j
,
temp
;

 
for
(
i
=
0
;
i
<
n
-1
;
i
++
){

  
for
(
j
=
0
;
j
<
n
-1
;
j
++
)

   
if
(
a
[
j
]
>
a
[
j
+
1
]){

    
temp
=
a
[
j
];

    
a
[
j
]
=
a
[
j
+
1
];

    
a
[
j
+
1
]
=
temp
;

   
}

  
printf
(
"
\n\n\t
 PASS %d :: "
,
i
);

  
print_list
(
a
,
n
);

 
}

}

//--------------------------------------------------------------------------

int
 
main
(){

 
int
 
a
[
20
],
n
;

 

 
printf
(
"
\n\n\t
 ENTER THE ARRAY LENGTH :: "
);

 
scanf
(
"%d"
,
&
n
);

 
read_list
(
a
,
n
);

 
printf
(
"
\n\n\t
 THE ARRAY ELEMENTS ARE AS FOLLOWS :: "
);

 
print_list
(
a
,
n
);

 
bubble_sort
(
a
,
n
);

 
printf
(
"
\n\n\t
 THE SORTED LIST IS :: "
);

 
print_list
(
a
,
n
);

return
 
0
;

}

//--------------------------------------------------------------------------

```

## تحلیل

نمونه‌ای از مرتب‌سازی حبابی که فهرستی از عددهای تصادفی را مرتب می‌کند.

### بدترین حالت
این الگوریتم در بدترین حالت از مرتبهٔ {\displaystyle \Theta (n^{2})} است. چون در بدترین حالت هر عنصر باید {\displaystyle n-1} بار فهرست را بپیماید.

### بهترین حالت
بهترین حالت این است که فهرست مرتب شده‌باشد که در این حالت الگوریتم از مرتبه {\displaystyle O(n)} است.

## دیگر روش‌های پیاده‌سازی
کارایی مرتب‌سازی حبابی با رعایت شرایط زیر می‌تواند افزایش قابل ملاحظه‌ای داشته باشد.

اول این که توجه داشته باشید بعد از هر مقایسه (و احتمالاً جابجایی) در هر پیمایش، بزرگ‌ترین عنصری که از آن عبور می‌کنیم در آخرین موقعیت پیمایش شده قرار خواهد گرفت. از این رو بعد از اولین پیمایش بزرگ‌ترین عنصر آرایه در آخرین خانه آن خواهد بود.
 این یعنی با داشتن فهرستی با اندازه {\displaystyle n}، پس از اولین پیمایش، n-امین عنصر در مکان نهایی اش خواهد بود. بنا بر استقرا بقیه {\displaystyle n-1} عنصر باقی‌مانده به همین صورت مرتب می‌شوند که بعد از پیمایش دوم، {\displaystyle n-1} امین عنصر در جای نهایی خودش خواهد بود، و الی آخر.
پس طول هر پیمایش می‌تواند به اندازه یک مرحله کم‌تر از پیمایش قبل از خودش باشد و به جای آنکه هر بار تمامی عناصر را تا انتهای آرایه بپیماییم، عناصری که در موقعیت پایانی خود هستند و از به هیچ عنوان جابجا نمی‌شوند چشم پوشی کنیم.

با تبدیل این روش به شبه کد خواهیم داشت:
```
procedure
 
bubbleSort
(
A
:
 
list
 
of
 
sortable
 
items
)
 
defined
 
as
:

  
n
:=
 
length
(
A
)

  
do

    
swapped
:=
 
false

    
n
:=
 
n
 
-
 
1

    
for
 
each
 
i
 
in
 
0
 
to
 
n
 
-
 
1
  
inclusive
 
do
:

      
if
 
A
[
 
i
 
]
 
>
 
A
[
 
i
 
+
 
1
 
]
 
then

        
swap
(
A
[
 
i
 
]
,
 
A
[
 
i
 
+
 
1
 
])

        
swapped
:=
 
true

      
end
 
if

    
end
 
for

  
while
 
swapped

end
 
procedure

```

زمان اجرای این روش هنوز هم {\displaystyle O(n^{2})} است ولی در بدترین حالت (وقتی آرایه ورودی به صورت معکوس مرتب شده باشد) زمان اجرای آن دو برابر سریع تر از حالت عادی الگوریتم می‌باشد.

## گونه‌های دیگر
مرتب‌سازی زوج-فرد پیاده‌سازی این الگوریتم به شیوهٔ موازی است.

نمونه‌ای از عددهای تصادفی که به وسیلهٔ مرتب‌سازی زوج-فرد مرتب می‌شوند.